# Emeia
Emeia is een geslacht van kevers uit de familie glimwormen (Lampyridae). Het geslacht werd voor het eerst wetenschappelijk beschreven in 2012 door Fu, Ballantyne en Lambkin.

## Soorten
- Emeia pseudosauteri (Geisthardt, 2004)
  - Curtos pseudosauteri Geisthardt, 2004[2]